# Língua crioula da Reunião
A  língua crioula da Reunião (em crioulo da Reunião: kréol réyoné; em francês, créole réunionnais) é uma língua crioula baseada no francês falada na Ilha da Reunião. É atualmente falada por cerca de 550 mil pessoas. Atualmente ela é a língua materna de 90% da população da ilha.

## História
Foi durante os primeiros cinquenta anos da povoação da Reunião que essa língua crioula começou a ser formada. A maioria das pessoas que vive na ilha era constituída de franceses, malgaxes ou indo-portugueses. Até as últimas décadas do século XX, a maioria das famílias ainda tinha pelo menos um falante de francês como primeira língua.

## Características e uso
Esta língua crioula é derivada principalmente do francês e inclui um certo número de termos de outras línguas (malgaxe, hindi, português, guzerate e tâmil). Nos últimos anos, alguns grupos têm tentado compor um dicionário e regras gramaticais, mas ainda não há uma versão oficial, em parte por causa da falta de uma ortografia oficial, mas também porque, nas escolas, as aulas são ministradas em francês. Portanto, o crioulo da Reunião raramente é escrito. Vale observar que existem duas traduções de Asterix, em crioulo da Reunião.
O crioulo da Reunião é usado quotidianamente, tanto em família e quanto nos locais de trabalho. Apesar de ser muito difundido em toda a ilha da Reunião, não está em conflito ou concorrência com o francês - língua nacional. Dependendo das circunstâncias, o palestrante irá usar um ou outro - ou mesmo ambos. Ao contrário do crioulo de Maurício, que era mais próximo do francês mas atualmente está em processo de distanciamento, o a língua crioula da Reunião está se aproximando do francês, em razão da influência da cultura francesa nos meios de comunicação.

## Escrita
A língua crioula da Reunião usa uma forma do alfabeto latino com certas semelhanças com a língua francesa.
- Usam-se as vogais A, E, Ë, É, I, Ï, O, OU (O U isolado não é usado).
- Não se usam as consoantes C, J, Q, X. Usa-se a forma Nÿ.

Toute bann zumin y né lib et égo dan la dignité ek dans le bann droi. Zot nana la rézon ek la conscians et zot y doi aji lé zin enver lé zot dan zin lespri de fraternité.
Português
Todos os seres humanos nascem livres e iguais em dignidade e direitos. Eles são dotados de razão e consciência e devem agir em relação uns aos outros com espírito de fraternidade (Art. 1º Declaração Universal Direitos Humanos.